# Castiarina maculicollis
Castiarina maculicollis es una especie de escarabajo del género Castiarina, familia Buprestidae. Fue descrita científicamente por Carter en 1916.